# Ataa Jaber
Ataa Jaber (Majd al-Krum, 3 de octubre de 1994) es un futbolista israelí, nacionalizado palestino, que juega en la demarcación de centrocampista para el Qatar SC de la Liga de fútbol de Catar.

## Selección nacional
El 14 de junio de 2023 hizo su debut con la selección de Palestina en un partido amistoso contra Indonesia que finalizó con un resultado de empate a cero.

## Clubes
| Club                     | País       | Año       | Partidos | Goles |
| ------------------------ | ---------- | --------- | -------- | ----- |
| Maccabi Haifa FC         | Israel     | 2012-2015 | 30       | 0     |
| Bnei Sakhnin FC (cedido) | Israel     | 2015      | 10       | 1     |
| Maccabi Haifa FC         | Israel     | 2015-2017 | 33       | 2     |
| Bnei Sakhnin FC          | Israel     | 2017-2021 | 113      | 8     |
| FC Ashdod                | Israel     | 2021-2022 | 30       | 2     |
| Neftçi PFK               | Azerbaiyán | 2022-2024 | 59       | 9     |
| Qatar SC                 | Catar      | 2024-     | 17       | 2     |